# Garag, Dharwad
Garag là một làng thuộc tehsil Dharwad, huyện Dharwad, bang Karnataka, Ấn Độ.